# Baños árabes de Ronda
El hammam o Baños árabes de Ronda (también conocidos como Baños árabes de San Miguel), en Ronda (Málaga), obedece a la adaptación musulmana de las antiguas termas romanas y consta de las mismas partes (sala fría, templada y caliente, hipocausto y caldera y sala de recepción), pero a diferencia de los romanos, en los que los baños se realizan por inmersión en grandes piscinas, los musulmanes son fundamentalmente baños de vapor, aunque cuenten en ocasiones con alguna pequeña alberca.

## Historia
El arraigo de este tipo de establecimientos en la cultura islámica, y por ello, su proliferación tanto en el ámbito urbano como en el rural, es debido a la doble función del baño árabe como parte del ritual religioso, por un lado, y como foco de vida social por otro. Incluso como paso obligado para los forasteros que visitan una ciudad, sirviendo de antesala a la misma, como si de una gran mezquita se tratase; por ello, no son pocos los casos en los que algunos baños se ubican junto a las puertas de las ciudades, entre ellos el de Ronda, situado al pie de la desaparecida Puerta de la Puente.
Precisamente esta ausencia de referencias urbanas conservadas en el conocido como barrio de San Miguel, hacen de los baños un elemento singular, al hallarse, aparentemente, fuera de la ciudad. Pero esto no fue así durante la Edad Media. El barrio de San Miguel gozaba en este periodo de todo el esplendor de un arrabal islámico de corte artesanal y agrícola, en el que se situaban industrias de transformación de materias primas tales como alfares o tenerías, cuya tradición ha dejado huella incluso en la toponimia menor del barrio: Puente de las Curtidurías, Puerta de los Esparteros, camino de las Ollerías, etc. Así pues, debemos imaginarnos a toda esta zona repleta de pequeñas viviendas y talleres, de intrincadas calles y adarves, rodeada de murallas, en la que el baño solo suponía un elemento más del paisaje urbano.
Pero bien es cierto que, incluso imaginándonoslo en este barrio, ni su tamaño ni el tratamiento de sus partes se corresponden con los de un baño destinado a satisfacer las necesidades de un pequeño grupo de población, por lo que se cree que debe tratarse del edificio de estas características más importante de la ciudad islámica. Esencialmente por dos razones: la primera y fundamental porque para suministrar agua a un baño de estas dimensiones es necesario un caudal suficiente, algo que solo puede hacerse, en el caso de Ronda, junto a alguno de sus ríos, ya que en la ciudad no existe agua. Por tanto, no había otra posibilidad que la de instalar este edificio allí donde el bien líquido era abundante. La segunda, porque no era el único, ya que son al menos cuatro los baños que se citan en el Libro de los Repartimientos, algunos situados en plena medina (lo que hoy es el barrio de la Ciudad), aunque de un porte sin duda mucho menor.

## Organización

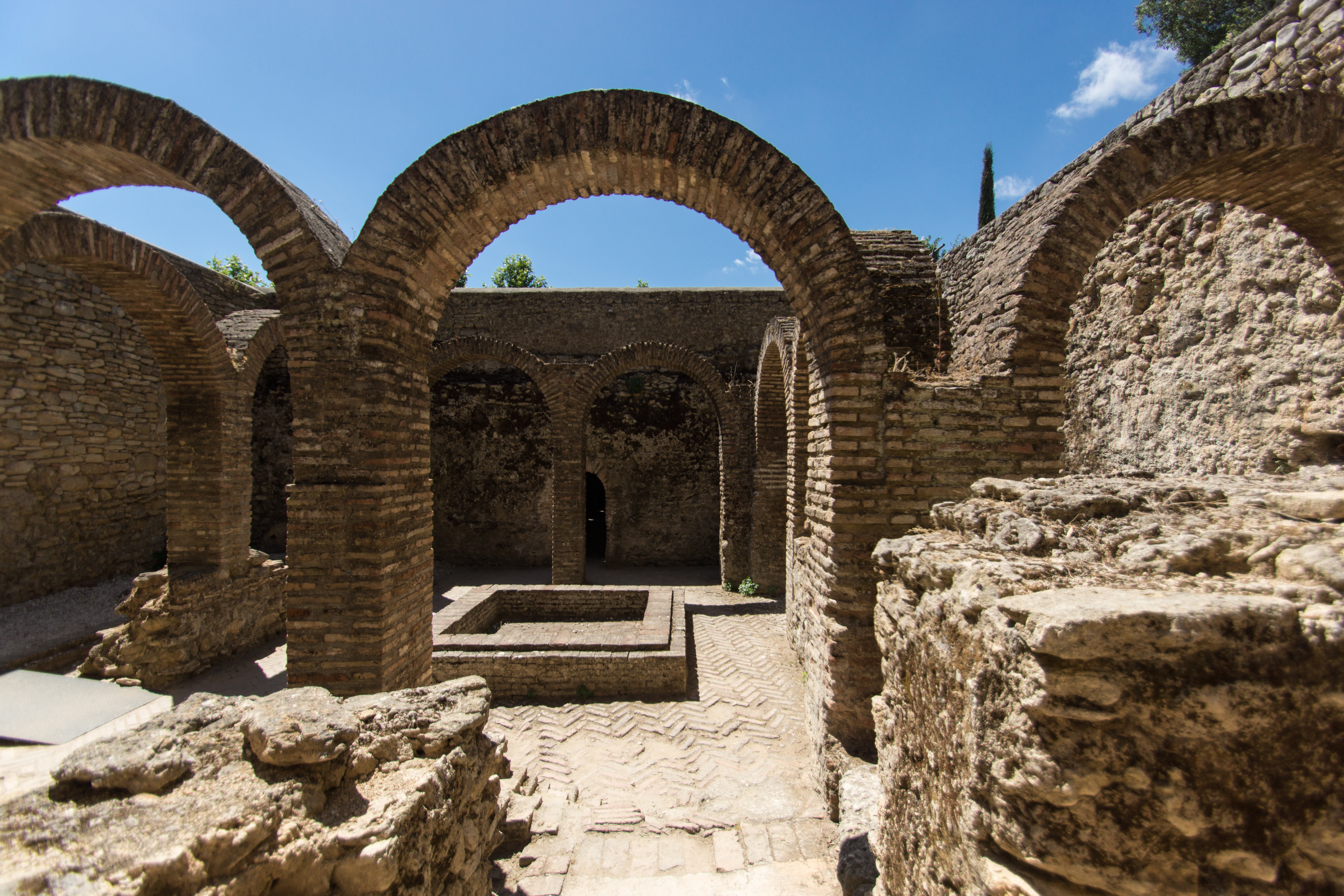
Baños árabes

Su organización se basaba en dos pilares vitales: la captación de agua y su distribución interna. Para facilitar el acceso a la primera, se construye una noria, situada en el extremo más cercano a la confluencia del arroyo de las Culebras y del río Guadalevín. Desde ella, el agua se conducía, a través de un pequeño acueducto, al primer habitáculo del baño, la leñera, en la que se encontraba la caldera así como un pequeño aljibe donde almacenar el líquido elemento antes de su distribución hasta la sala fría, situada en el lado opuesto de aquella. Y era así ya que no podemos obviar que al ser un baño de vapor, lo que se calentaba no era agua (solo se calentaba una pequeña parte en la caldera) sino aire, transmitiendo así calor por vía subterránea (por el hipocausto) a las salas caliente (junto a la leñera) y templada, esta última de mayores proporciones. El vapor se conseguía arrojando cubos de agua sobre el suelo candente de estas dos estancias, sirviendo una pequeña alberca situada junto al aljibe depósito desde el cual se llenarían los recipientes.
Por último, se encontraría la sala de ingreso al baño, punto de inicio y final en el proceso de aseo, compuesta de habitaciones de servicio, tales como la letrina o los vestuarios que se organizaban en torno a una pequeña alberca. Estaría cubierta con una gran cúpula apoyada sobre pilares cruciformes y arcos rebajados, por lo que la visión actual de arcada es totalmente falsa.

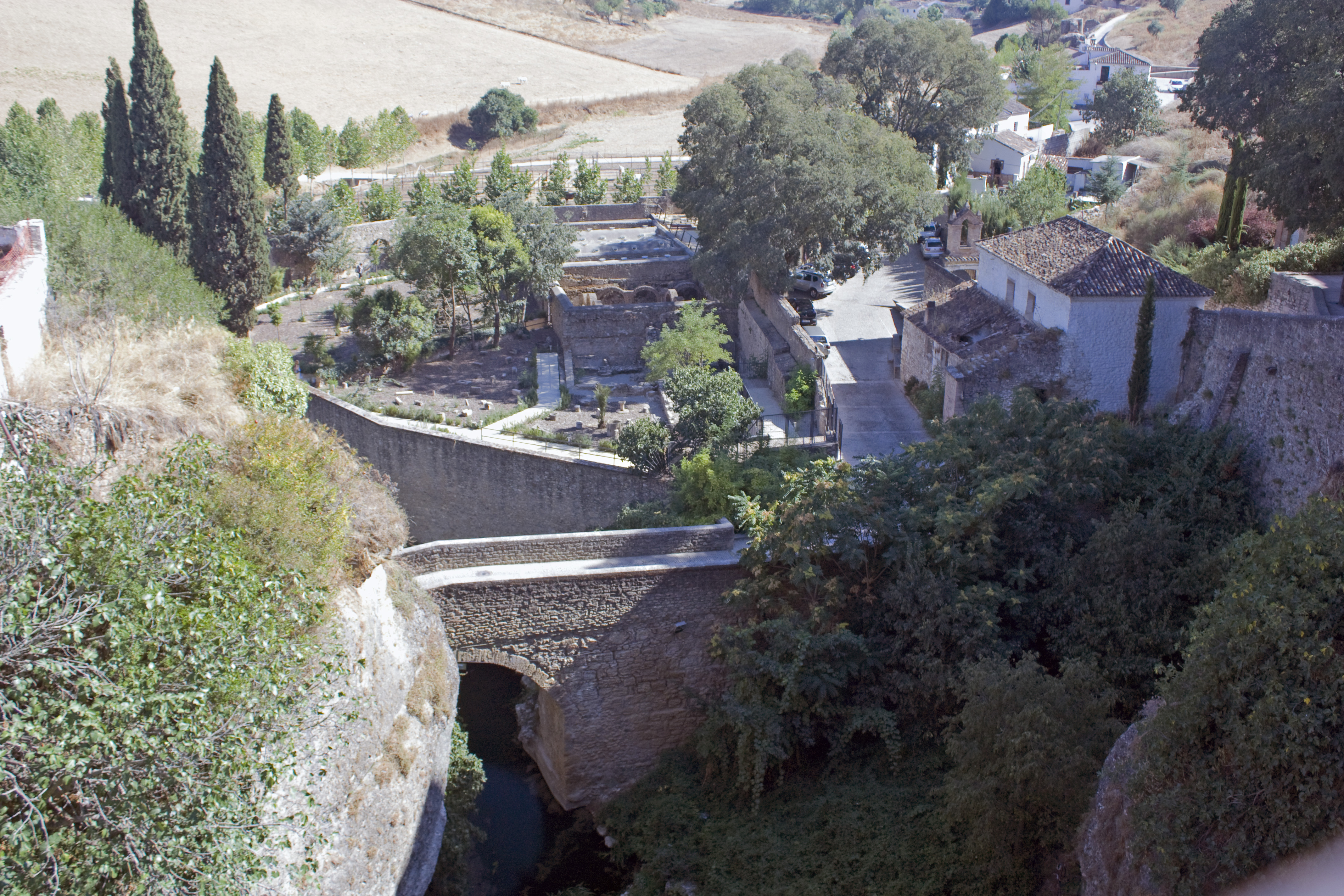
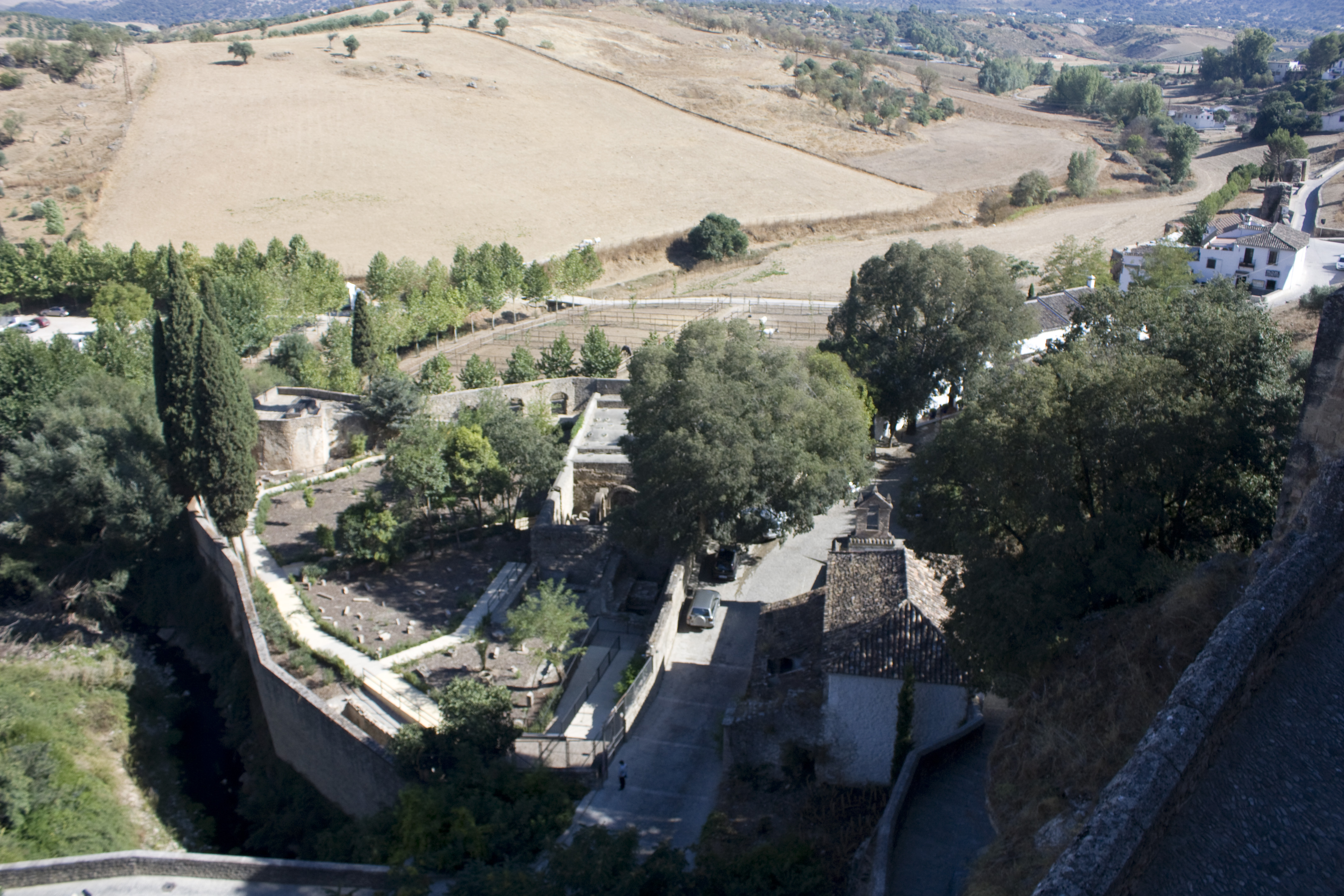
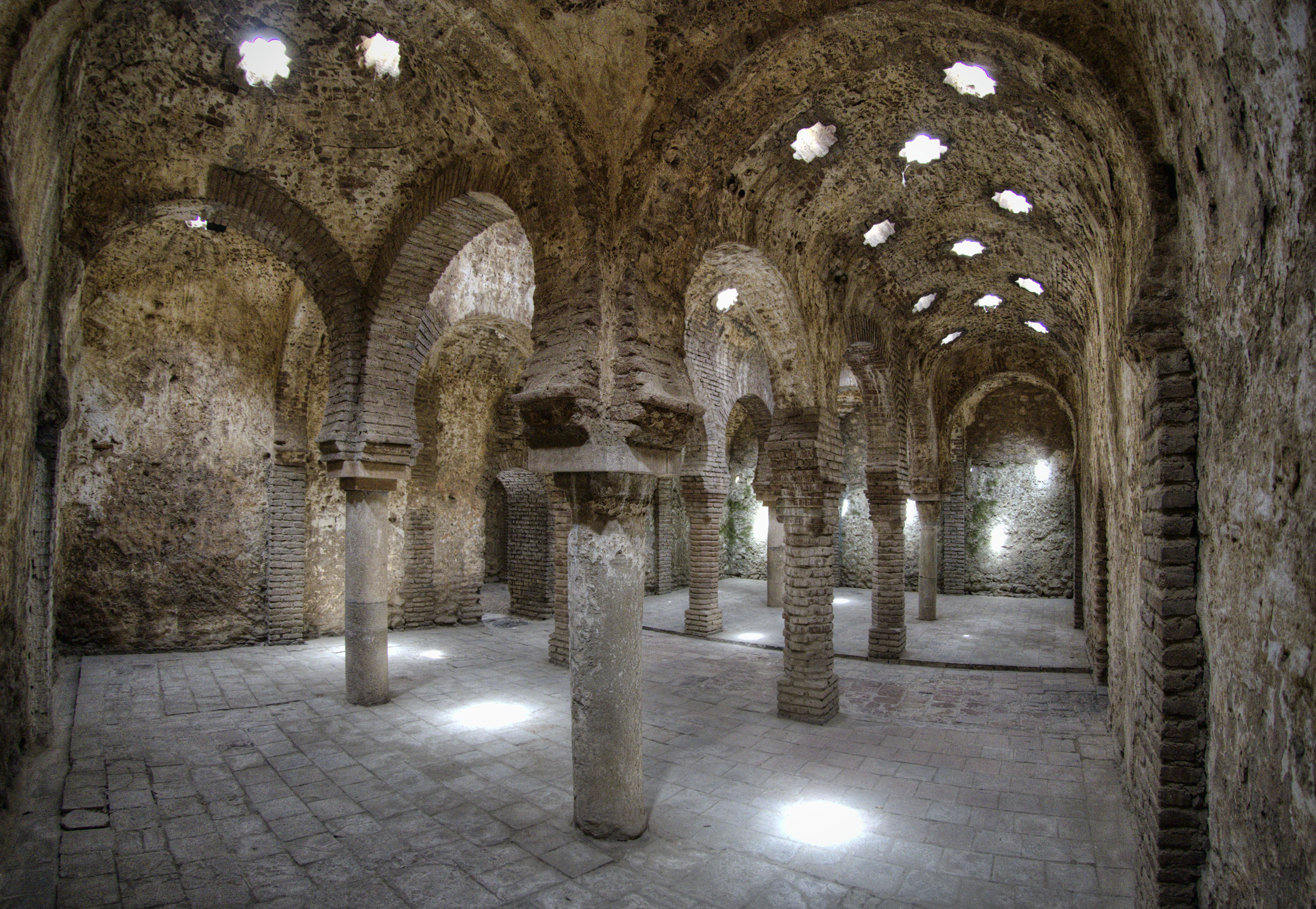
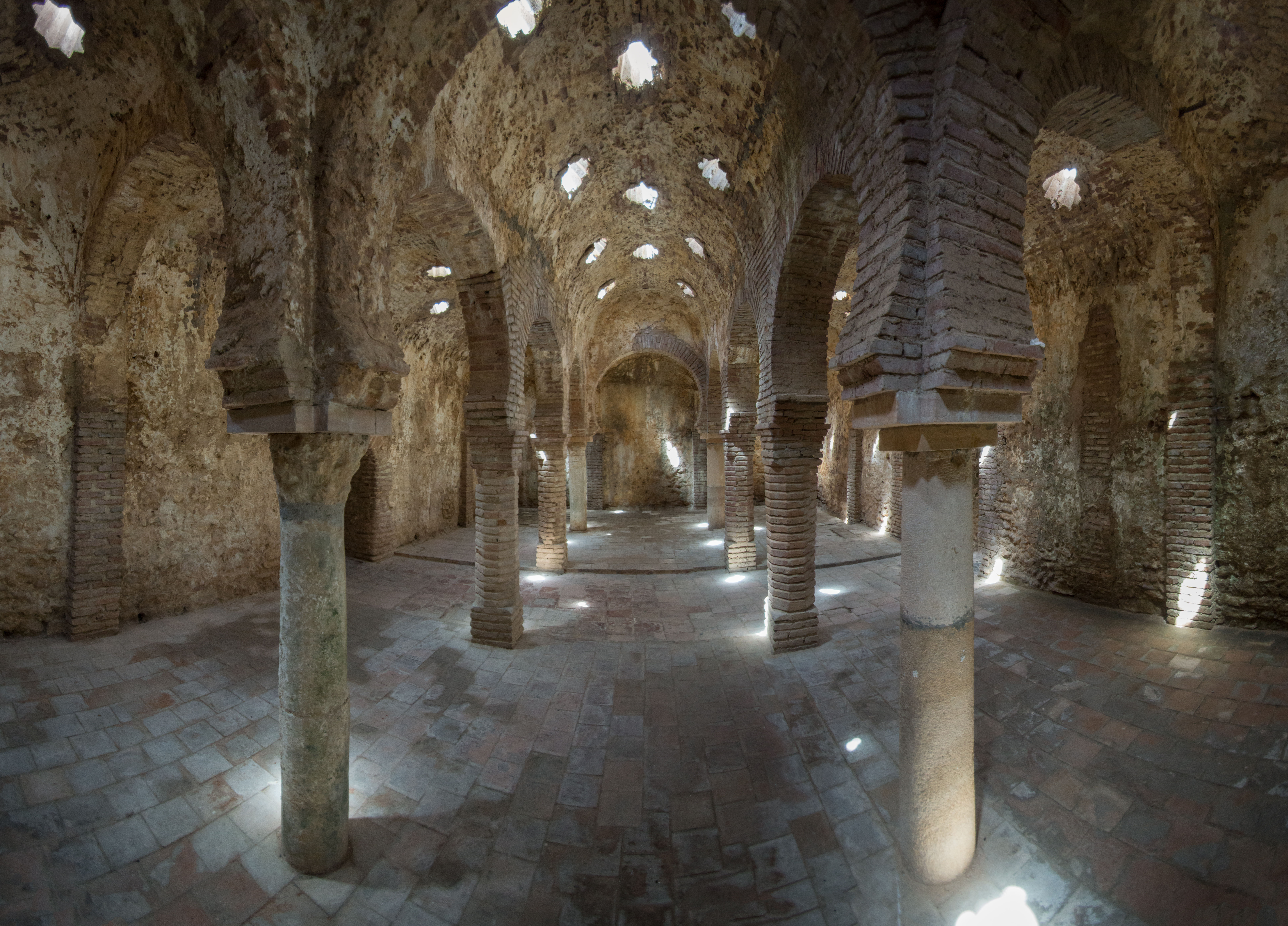